# Lega Libero-Democratica
La Lega Libero-Democratica, o Unione Liberale Democratica o, ancora, Federazione Liberale Democratica (in olandese: Vrijzinnig-Democratische Bond - VDB) fu un partito politico dei Paesi Bassi operativo dal 1901 al 1946.

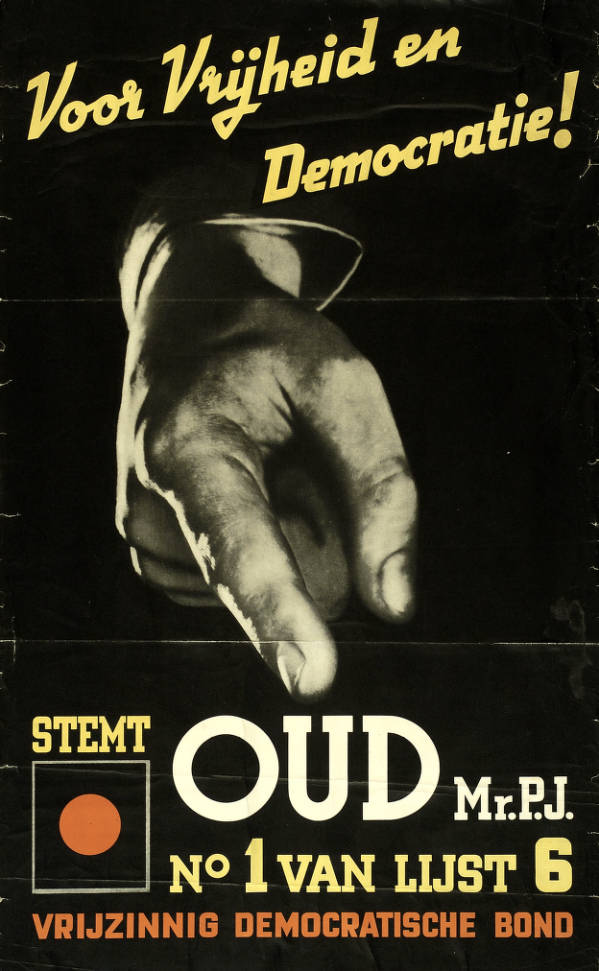
Manifesto elettorale del 1947

Di orientamento liberal-socialista, si affermò dalla trasformazione della Lega Radicale (Radicale Bond), nata nel 1892 in seguito ad una scissione dall'Unione Liberale.
Nel 1946 dette vita, insieme al Partito Socialdemocratico dei Lavoratori e all'Unione Cristiano-Democratica, al Partito del Lavoro.

## Risultati
| Elezione         | Voti    | %    | Seggi   |
| ---------------- | ------- | ---- | ------- |
| Legislative 1918 | 71.582  | 5,33 | 5 / 100 |
| Legislative 1922 | 134.595 | 4,59 | 5 / 100 |
| Legislative 1925 | 187.183 | 6,07 | 7 / 100 |
| Legislative 1929 | 208.979 | 6,18 | 7 / 100 |
| Legislative 1933 | 188.950 | 5,08 | 6 / 100 |
| Legislative 1937 | 239.502 | 5,90 | 6 / 100 |